# Nikkō
Nikkō (日光市 -shi) é uma cidade japonesa localizada na província de Tochigi, numa região fria e montanhosa, ao norte de Tóquio
Em 2003 a cidade tinha uma população estimada em 16 751 habitantes e uma densidade populacional de 52,19 h/km². Apesar da pequena população, Nikkō tem uma área total de 320,98 km², o que faz dela o terceiro maior município japonês em extensão territorial, atrás apenas de Takayama e Hamamatsu.
Recebeu o estatuto de cidade a 1 de Fevereiro de 1954.